# Île Sister Est
L'île Sister Est (anglais : East Sister Island) est une île du lac Érié située en Ontario (Canada). Elle est entièrement incluse dans la réserve naturelle provinciale East Sister Island. Elle est administrée par Parcs Ontario.

## Géographie
L'île Sister Est fait partie de l'archipel du Lac Érié (des îles Bass), une série d'îles du lac Érié situées entre la côte de l'Ontario et de l'Ohio, dont neuf sont situées du côté canadien. Elle est située à 25 km au sud de Leamington et à 13,5 km à l'ouest de l'île Pelée. Pratiquement plate, elle a une superficie de 15 ha et ne s'élève qu'à quelques mètres au-dessus du niveau du lac.
La réserve comprend la totalité de l'île, ainsi qu'une bande lacustre périphérique de 122 m. La superficie de la réserve est de 53 ha dont seulement 15 ha sont en milieu terrestre.
Le sous-sol est composé de roches du Silurien et du Dévonien. Les roches exposées à l'air présentent de nombreuses stries glaciaires. Les vagues sont responsables de l’érosion au nord-ouest de l'île. Le reste des rives est composé de plages de galet alimentées par la glace et les tempêtes hivernales. L'ouragan Hazel a créé en 1954 de nombreux bancs de gravier sur le haut des plages.

## Milieu naturel
Les principaux arbres présents sur l'île Sister Est sont l'érable noir (Acer nigrum), le micocoulier occidental (Celtis occidentalis) et le chicot févier (Gymnocladus dioicus), dont l'île a la plus grande population au Canada. La réserve comprend 24 espèces rares au niveau de la province.
Du fait de son isolement et de sa petite taille, la faune de l'île est relativement limitée. On y compte trois espèces de mammifères, 19 espèces d'oiseaux nicheurs, une espèce d'amphibien, 10 espèces de papillons. Deux espèces de reptiles sont d'intérêt, la Couleuvre fauve de l'Est (Pantherophis gloydi) et la couleuvre d'eau du lac Érié (Nerodia sipedon insularum).
La forêt de micocoulier et de chicot au centre de l'île contient une large héronnière de grands hérons (Ardea herodias) vieille de plusieurs décennies. Elle sert aussi de lieu de reproduction au Bihoreau gris (Nycticorax nycticorax), à la grande aigrette (Ardea alba), au cormoran à aigrettes (Phalacrocorax auritus) et au goéland hudsonien (Larus smithsonianus).

## Histoire
Au début du XXe siècle, l'île avait une ferme et un verger de pêcher. La ferme a été abandonnée et la plantation est devenue un fourré dans les années 1940. Un bateau à vapeur, le Case, a fait naufrage sur les plages de l'île le 30 avril 1917. Le bateau a pris l'eau lors d'une tempête et le capitaine a réussi à atteindre les rives de l'île où le bateau a pris feu. La province de l'Ontario a acquis l'île en 1971 à un résident de Fremont, en Ohio. Elle l'a établie comme réserve naturelle provinciale en 1976.